# Kapituláció

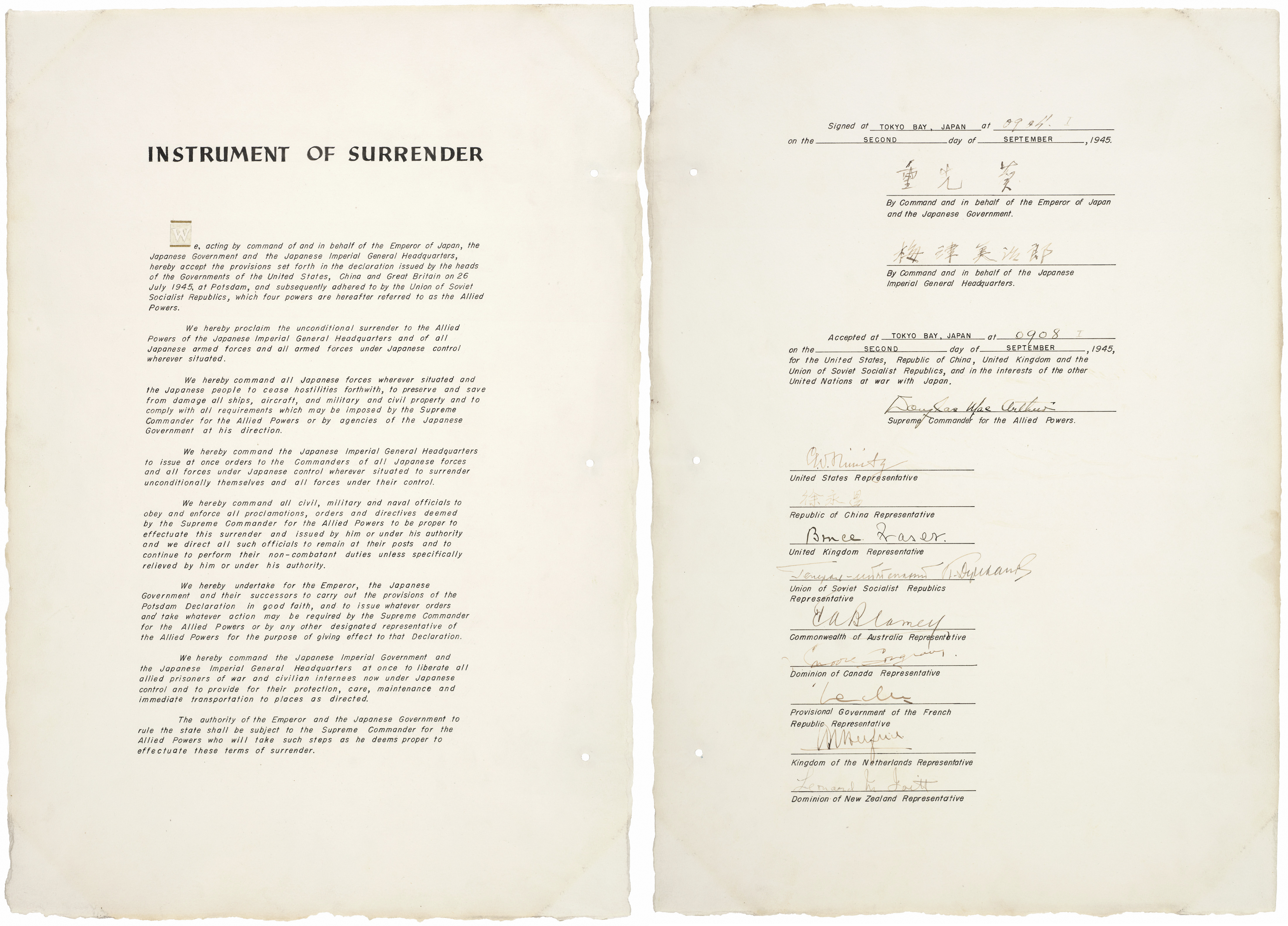
A japán kapituláció dokumentuma (1945. szeptember 2.)

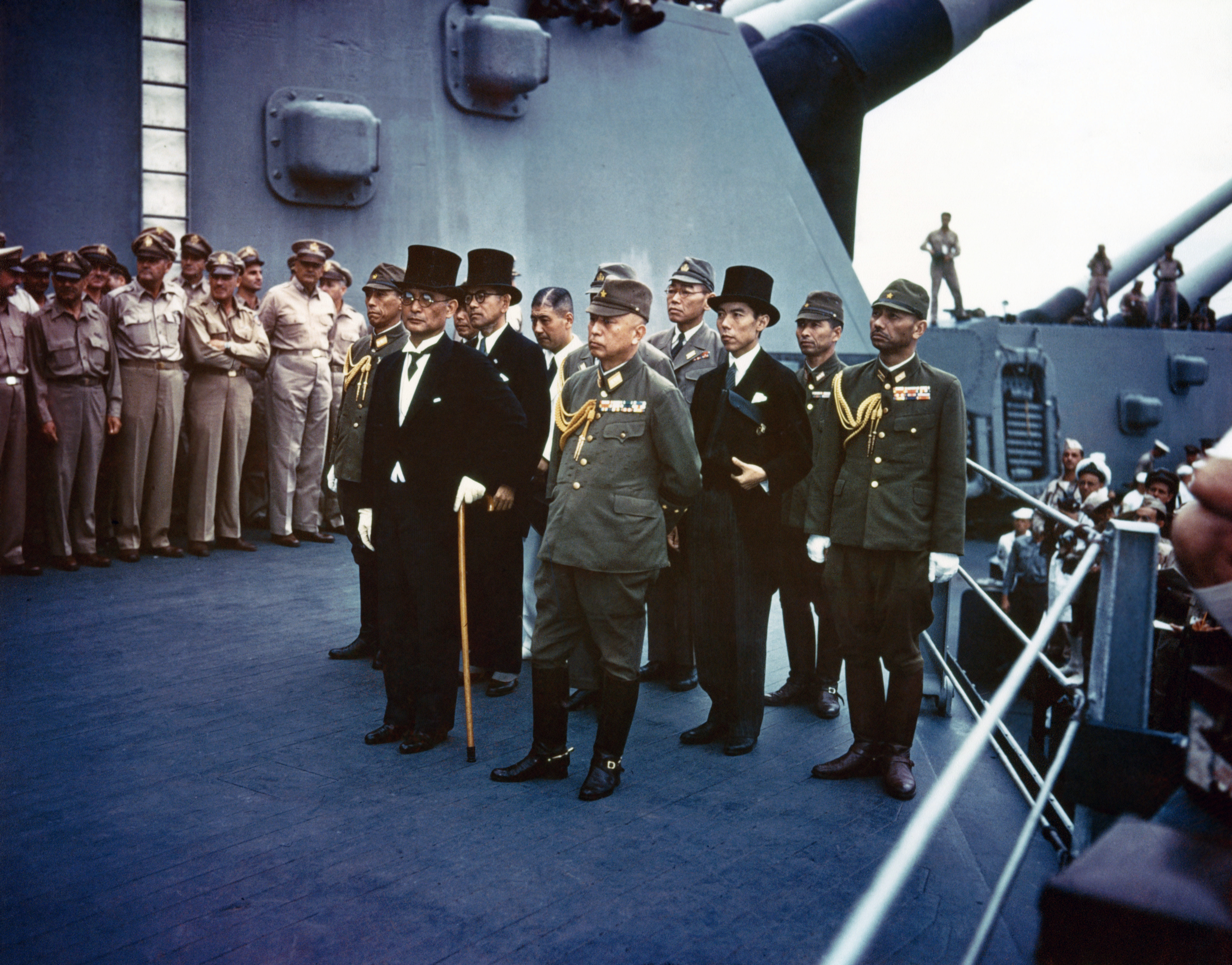
A fegyverletételi ceremóniájára érkezett japán politikusok fekete ünneplőruhában és cilinderben japán katonatisztek társaságában a Missouri csatahajó fedélzetén

A kapituláció (latin) szó jelentése: feltétel nélküli megadás, fegyverletétel. A legyőzött hadviselő fél megadására vonatkozó megállapodás.

## Definíció
Kapitulációra akkor kerül sor, ha a harcban álló felek közül az egyik fél egyértelműen felülkerekedett a másikon, és a vesztésre álló oldalnak nincs esélye a helyzeten belátható időn belül változtatni, ezért a meglévő emberi és egyéb erőforrások megóvása érdekében választja a megadást. Elfogadásához mindkét oldal döntése szükséges. Kapituláció esetén a vesztes oldal feltételeket nem támaszthat.
Fontos megjegyezni, hogy habár a megadás a vesztes szempontjából feltétel nélküli, de az önkéntes megadásért cserében a győztes fél többnyire felkínál észszerű engedményeket. Többek között az első világháború egyik fontos tapasztalata volt, hogy a túl kemény kapitulációs feltételek lappangó feszültséget teremtenek.

## Történelmi példák

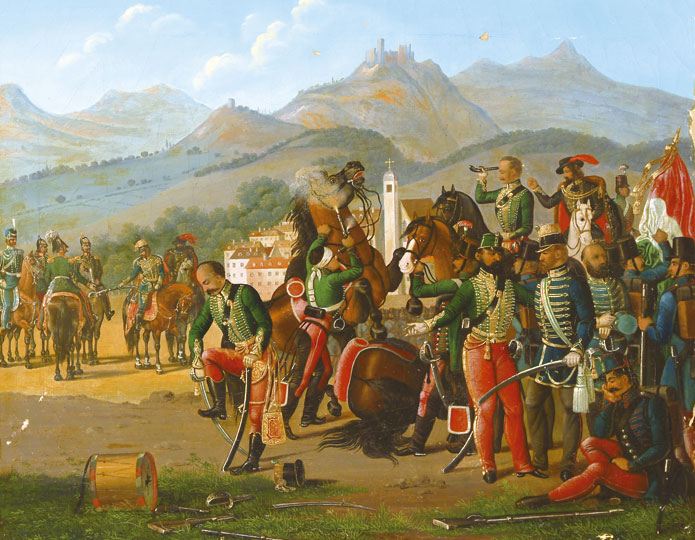
Világosi fegyverletétel (1849. augusztus 13.)

### 1848–49-es szabadságharc
Magyar vonatkozású kapituláció a világosi fegyverletétel, amely az 1848–49-es szabadságharcot zárta le. A magyar szabadságharc sorsát az orosz cári csapatok betörése pecsételte meg. A kétfrontos, császári és cári erők elleni harcot a magyar csapatok sem gazdaságilag, sem taktikailag nem bírták. A magyarok egyfajta gesztusként a cári csapatok előtt tették le a fegyvert, ezzel is jelezve, hogy nem a császári erők kényszerítették őket a megadásra.

### Második világháború

#### Németország

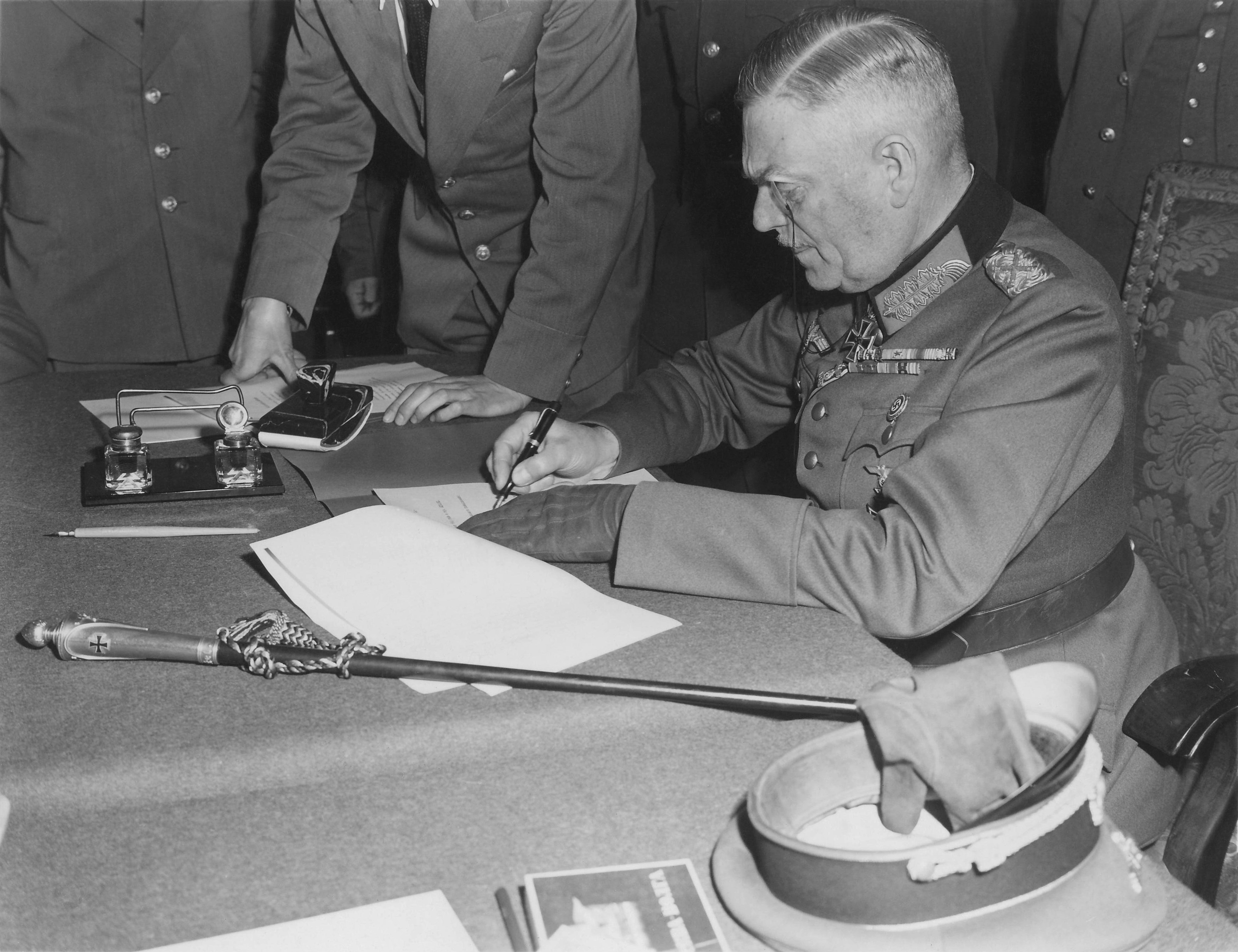
Wilhelm Keitel aláírja Németország kapitulációját, Karlshorst, Berlin, 1945. május 8.

A jaltai konferencián a szövetségesek megállapodnak abban, hogy egyikük sem kezd külön tárgyalásokba a náci Németországgal, valamint csak a feltétel nélküli megadást fogadják el.
1945. április 24-én Himmler megpróbálta kihasználni az amerikai és az angol politikában jelentkező szovjetellenességet, és külön békejavaslatot tett nekik. Ajánlatát – Jalta szellemében – az amerikaiak és a britek is elutasították.
Dönitz később azon fáradozott, hogy a német hadsereg ne a szovjetek előtt tegye le a fegyvert. Eisenhower közölte, hogy a német kapituláció csak egyidejűleg, valamennyi fronton történhet meg.
1945. május 7. A reimsi főhadiszálláson Alfred Jodl vezérezredes, Hitler vezető katonai tanácsadója, Hans-Georg Friedeburg tengernagy és Wilhelm Oxenius vezérőrnagy aláírt egy fegyverletételi dokumentumot. Eisenhower és angol légimarsall helyettese távol maradt a fegyverletétel reimsi aláírásától.
A német erők keleten még folytatták hadműveleteiket, de a nyugati szövetségesek tevékenységi sávjában minden német erő letette a fegyvert. Ezért a szovjetek ezt a dokumentumot nem fogadták el kapitulációnak.
Egy nappal később, 1945. május 8-án Berlinben éjfél után pár perccel írták alá a végleges fegyverletételi okmányt. Az aláírás helyszíne a karlshorsti katonai műszaki iskola nagyterme volt.
A győztes nagyhatalmakat Dwight Eisenhower tábornok helyettese, Carl Spaatz tábornok, az Egyesült Államok hadászati légi erejének parancsnoka, Arthur Tedder, a brit légierő marsallja, Jean de Lattre de Tassigny tábornok, a francia hadsereg főparancsnoka és Georgij Zsukov marsall, a szovjet fegyveres erők legfelsőbb főparancsnokának helyettese írta alá.

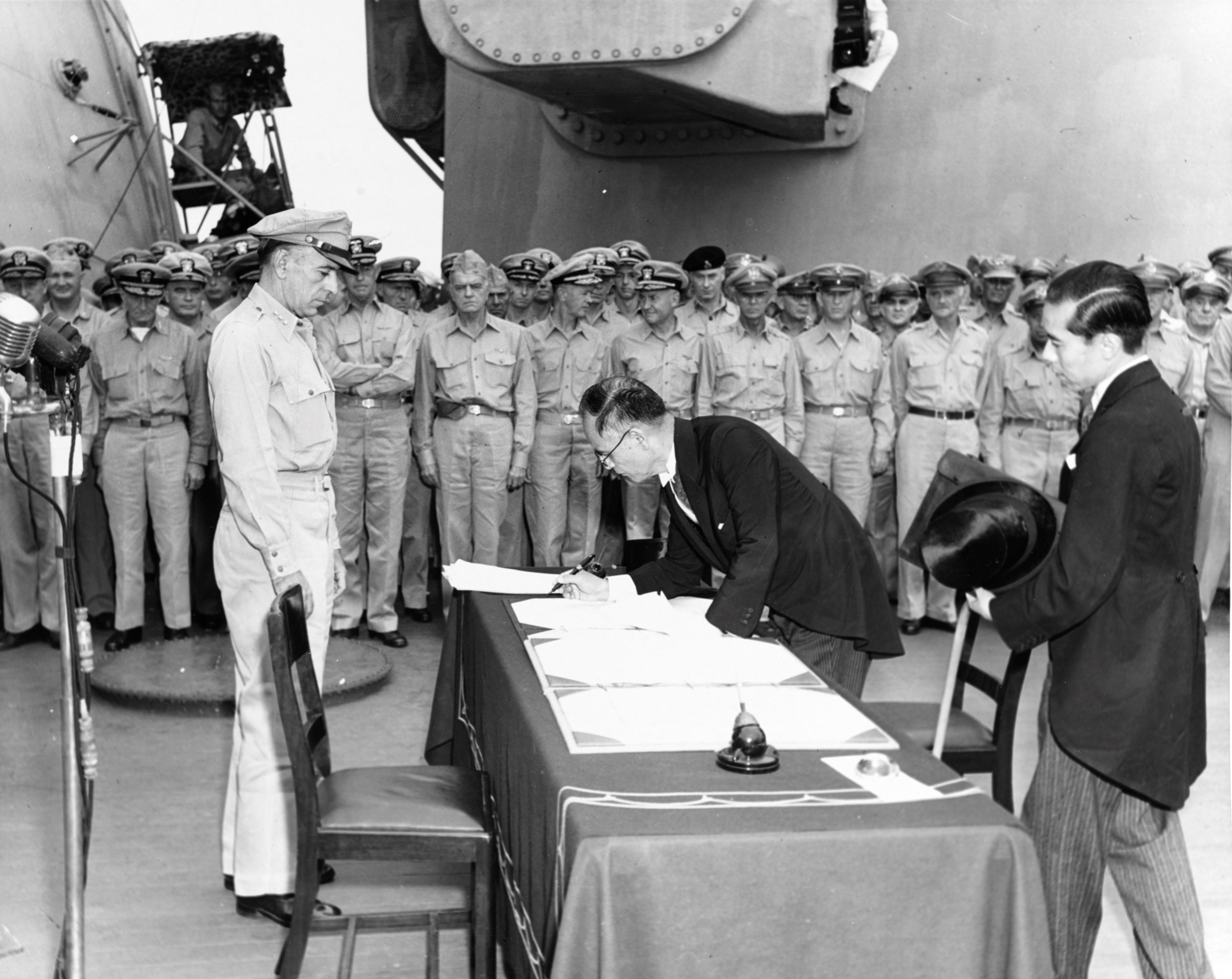
Japán aláírja a feltétel nélküli megadást (Tokiói-öböl 1945. szeptember 2.)

A tényleges fegyverletétel viszont pár nappal később történt meg. Hiszen a német Közép Hadseregcsoport 1945. május 12-én Csehországban, míg Jugoszláviában május 14-én tették le a fegyvert a német csapatok.

#### Japán
Miután a szövetségesek ledobták a két atombombát és a szovjetek is támadásba lendültek, Japánnak nem maradt más lehetősége, mint a megadás. A szövetségesek az atombomba ledobása után a korábban ultimátumban adott potsdami nyilatkozat elfogadását követelték a japán kormánytól, de a japán vezetés olyan feltételeket kívánt szabni, amellyel hatalmát át tudja menteni. Később a tárgyalásokat az döntötte el, hogy a szovjet csapatok is megindultak. Ekkor a japán császár minden feltételt elfogadott, amit a szövetségesek támasztottak.

## A nemzetközi jogban
A hadviselésnek a megadással és a fegyverletétellel kapcsolatos szabályait rögzítő nemzetközi egyezmények:
- Hágai egyezmények
- Genfi egyezmény